# Franck Durivaux
Franck Durivaux (né le 26 janvier 1982) est un coureur cycliste sur piste français, reconverti en entraineur.

## Biographie

### Carrière de coureur
Franck Durivaux est spécialiste des épreuves du sprint sur piste. En 2002, il remporte la vitesse par équipes lors de la manche de Coupe du monde de Monterrey. La même année, il est sacré champion de France de vitesse espoirs (moins de 23 ans). En 2004, il est vice-champion d'Europe du keirin espoirs derrière l'Ukrainien Andriy Vynokurov. 
En 2006, il arrête sa carrière de coureur.

### Carrière d'entraineur
En juin 2006, il devient professeur à la Fédération française de cyclisme. Après avoir été l'adjoint de Florian Rousseau, il est nommé en 2013 entraineur en chef du sprint français. En octobre 2014, il est rejoint dans le staff par l'ancien champion olympique Laurent Gané. Aux mondiaux 2015 disputés en France, les sprinteurs français réalisent un grand chelem historique en remportant les quatre titres masculins. 
Cependant, en conflit avec les coureurs, il n'est pas du voyage au Brésil pour les Jeux olympiques de Rio et est finalement écarté. Fin 2016, il quitte la Fédération française de cyclisme. 
En septembre 2017, il est nommé entraineur en chef du sprint canadien. En août 2021, il décroche deux médailles historiques aux Jeux olympiques de Tokyo, dont l'or avec Kelsey Mitchell.

## Palmarès

### Coupe du monde
- 2002
  - 1er de la vitesse par équipes à Monterrey (avec Arnaud Dublé et Arnaud Tournant)

### Championnats d'Europe
- Brno 2001 (espoirs)
  - 4e de la vitesse espoirs
- Moscou 2003 (espoirs)
  - 9e de la vitesse espoirs
  - 10e du keirin espoirs
- Valence 2004 (espoirs)
  -  Médaillé d'argent du keirin espoirs

### Championnats de France
- 2000
  - 2e de la vitesse juniors
- 2002
  -  Champion de France de vitesse espoirs
- 2003
  - 2e de la vitesse espoirs
  - 3e du kilomètre espoirs